# Изги, Омер
Омер Изги (род. 1 января 1940 г.) — турецкий политик.

## Биография
Родился 1 января 1940 года в Доганхисаре. Окончил Юридический факультет университета Анкары. Там же получил степень магистра в области гражданского права. Затем работал юристом.
В 1983 году Изги стал одним из основателей консервативной партии. 30 ноября 1985 года партия сменила своё название на «Национальная партия труда». Изги был избран заместителем генерального секретаря партии. В 1993 году название партии изменилось ещё раз, она стала называться Партией националистического движения. Изги возглавлял отделение партии в Анкаре и занимал пост заместителя председателя.
В 1999 году Омер Изги был избран членом Великого национального собрания. Также он стал председателем парламента. В результате выборов, проходивших в ноябре 2002 года, партия националистического движения не смогла преодолеть десятипроцентный барьер и Изги потерял место в парламенте и должность председателя.